# のんのんばあとオレ
『のんのんばあとオレ』は、漫画家の水木しげるの自伝的エッセイ。また、このエッセイを原作としたNHKのテレビドラマ、および漫画。

## 概要
筑摩書房のちくま少年図書館シリーズとして1977年（昭和52年）10月25日に初版が発行された。現在はちくま文庫におさめられている。
楽しみが多くて勉強どころではなかった水木の少年時代のこと、のんのんばあが語って聞かせてくれたお化けや妖怪の世界のこと、隣町のガキ大将との熾烈な攻防戦のこと、のんのんばあの死のことなど、主に水木の少年時代の楽しく、また切ない思い出がつづられている。

### のんのんばあ
「のんのんばあ」とは、少年時代の水木しげる（本名・武良茂）の家にお手伝いに来ていた「景山ふさ」という老婆のこと。境港では神仏に仕える人を「のんのんさん」と呼び、ふさは拝み屋の妻だったため「のんのんばあ」と呼ばれた。のんのんばあはしげる少年にお化けや妖怪の世界を語って聞かせ、後年の妖怪漫画家・妖怪研究家への素地を作ったとも言える人物である。のんのんばあは1933年（昭和8年）に肺結核で死去した。

## テレビドラマ
- NHK鳥取放送局制作のテレビドラマとして、1991年（平成3年）8月19日から8月23日まで放映された。続編として「続・のんのんばあとオレ」が1992年（平成4年）8月24日から8月28日に放送された。いずれも『ドラマ愛の詩』枠（18時00分 - 18時30分の30分間）にて5話連続での放送だった。実写とアニメの合成が用いられている。1992年に文化庁芸術作品賞を受賞している。
- ちくま少年図書館の「のんのんばあとオレ」を基本にしているが、オリジナルのストーリーも多く取り入れられている。また、水木しげるの本名は「武良茂」だが、このドラマでは「村木茂」と設定されている。また「続・のんのんばあとオレ」の時代は1934年（昭和9年）に設定されているが、史実としてはこの時点ではのんのんばあ（景山ふさ）は世を去っている。しかし、ストーリー展開上の必要性からのんのんばあ存命としてドラマが展開されている。
- 本作品の放送後に、ドラマの漫画版である「のんのんばあとオレ」（1991年）「続・のんのんばあとオレ」（1992年）が講談社から刊行された。現在は講談社漫画文庫に全1巻でおさめられている。なお漫画版「のんのんばあとオレ」はフランス語に訳されて出版され、2007年（平成19年）に第34回アングレーム国際マンガフェスティバルの作品大賞を受賞した。

### のんのんばあとオレ

水木しげる記念館前に設置されている「のんのんばあとオレ」のブロンズ像。

1932年（昭和7年）。鳥取県の境町で暮らす村木茂は小学校4年生。住み込みのお手伝いであるのんのんばあの語る妖怪やお化けの世界に魅せられている。学校では居眠りをしたり、空想の世界にひたったりして先生や母から怒られてばかりだが、毎日楽しく遊び回っていた。
ある日、茂は千草という少女に出会う。彼女は肺病のため東京から境港に療養に来ていた。不治の病を嘆き拗ねていた千草だったが、茂やのんのんばあの語る不思議な世界に引き込まれ、いつしか茂と千草は仲良くなっていた。
夏休みに入ったある日、茂は兄・弟と一緒に米子の街に「ドーナツ」を買いに行く。千草に食べさせてやろうかと一瞬迷う茂だったが、結局自分がドーナツを食べてしまう。あとになって千草の好物がドーナツだと知り、後悔の思いから彼女に食べさせようとドーナツを買ってきた茂だったが、千草は病が進行して危篤に陥っていた。茂は、千草を励ますために彼女と約束していた十万億土の絵を必死になって描き上げるが、時すでに遅く、千草は茂への感謝の言葉を口にしながら息を引き取っていた。
千草の早すぎる死を悲しむ茂を、のんのんばあは「しげーさん（茂さん）の心には千草さんの魂が入ったのだよ。たくさんの人の魂が心に宿るから人は優しくなれるのだよ」と励ますのだった。

### 続・のんのんばあとオレ
1934年（昭和9年）。小学校6年生になった茂は、次のガキ大将候補となる。ライバルのかっぱと、住んだら不幸になると評判の「たたりものけの家」での肝試しで勝負を決めようとするが、二人とも奇怪な妖怪に襲われ、たたりものけの家を逃げ出してしまい、勝負なしとなる。結局ガキ大将を決める勝負は腕力での直接対決となるが、勝負の前日に食べた牡蠣が原因で食中毒にかかってしまい、不戦敗となった。茂を敵前逃亡と見なした新しいガキ大将・かっぱは、茂に「相手なし（仲間はずし）」を宣告する。茂は傷ついた心を隠して、大好きな絵に打ち込み始める。
ある日、たたりものけの家に猪熊鷹寅という粗暴な男が越してくる。彼は人買いの仲介をしていた。茂は、猪熊と一緒に暮らす7歳の孤児・吉川美和と仲良くなる。美和は自然界の声を聞くことができる不思議な力を持っており、茂はそんな美和と親しくなっていくが、美和は神戸の芸者置屋に売られていく運命にあった。
一方、町の子供達はかっぱの横暴に耐えかね、茂に決起するよう懇願する。無駄な戦いはしたくない茂はかっぱを説得しようとするが、彼は暴力で対抗し、遂に力での勝負となる。卑怯な暴力で茂を圧倒するかっぱだったが、自分の味方が誰もいないことに気づいて逃走し、茂はガキ大将となった。
ついに美和が神戸に売られていく日がやってきた。美和は猪熊の家を抜け出し、茂とお化けの世界について語り合った弓ヶ浜に来ていた。美和を探しに来た茂とのんのんばあは、沖合に無数の光の球が浮かび、美和がその光と語り合っている姿を見る。光の球は美和の亡くなった母の魂で、みんなに迷惑をかけないために神戸に行くよう美和を諭した。美和は茂とのんのんばあに感謝しながら境港を去っていくのだった。その後、美和がいた間は大人しくしていたたたりものけが暴れ出したのか、猪熊一家は相次いで大怪我をして家を引き払った。
ガキ大将となった茂は、平和主義でいくことを仲間に宣言し、軍事教練も相手なしもやめにすること、かっぱとも自由に遊んでよいことを告げる。そして、いつか画家になる日を夢見て、絵の勉強に打ち込むのだった。

### スタッフ
- 原作：水木しげる
- 脚本：高橋正圀
- 音楽：渡辺俊幸

### キャスト
この欄では、「続・のんのんばあとオレ」を「続」と表記。
村木茂
演 - 佐藤広純
村木家の次男。境港尋常小学校四年中組の生徒。のんのんばあからは「しげーさん」、友だちからは「ゲゲ」の愛称で呼ばれている。勉強はあまり得意ではなく特に算数が苦手。また学校には寝坊により時々遅刻している。のんのんばあからは、「勉強以外のことには根気がある」と評されている。趣味は、絵物語（ちょっとした短編漫画のようなもの）を描くこと、道端や砂浜にある変わった形の石などの収集。町内の同年代の遊び仲間による集団に所属し、隣町の集団と時々“戦争”と称して争っている。霊感は特にないが、作中では様々な妖怪と出会う。
「続」では、尋常高等小学校6年生で、中学受験を控える。猪熊家が「たたりものけの家」に引っ越してきてからは、「あの家では何かが起きるのでは？」と注視し始める。美和とは、兄妹のように仲良く交流を深める。
村木望
演 - 岸部一徳
茂の父。地元の銀行で出納係長として働く。冒頭で副業として、安く借りた芝居小屋で夕方からの活動写真館（映画館）運営を始める。妻・道によると、「境港の人としては初めて東京の大学を出た秀才」とのこと。文化人で、若い頃は東京で暮らしながら歌舞伎や活動写真ばかりを見ており、当時は脚本家になる夢を持っていたが父親に境港に呼び戻されて夢を諦めた。飄々としているが性格は穏やかで、子供たちにはそれぞれ好きなようにさせており、時々助言を与えながらのびのびと育てている。一見すると落ち着いているが実は怖がりだったり、時には家族に相談なく物事を決めることもある。趣味は囲碁。終盤で大阪への単身赴任が決まる。
「続」では、「阪和生命保険株式会社」の調査部社員として大阪で暮らしていたが、第1話で久しぶりに境港の自宅に一時帰宅する（その後も様々な事情で毎回登場する）。
村木道
演 - もたいまさこ
茂の母。専業主婦で、冒頭で望の映画館でもぎりを担当するようになる。自身の生家が苗字帯刀御免の家系であることを誇りに思っている。朗らかな性格だが、現実的な考え方の持ち主。子どもの教育にはやや口うるさく、特に茂は何かと理由をつけては勉強をさぼろうとするため手を焼いている。また、望に対しても真面目な話をしている時に、話を脱線させることがあるため夫として少々頼りなく思っている。
「続」では映画館の仕事がなくなったため、再び専業主婦に戻る。茂の中学校進学を熱望しており、勉強について以前よりも増して厳しく叱咤激励している。
村木正
演 - 西野貴律
村木家の長男で、茂の兄。（旧制）中学校に通っている模様。しっかり者な性格で普段は強気な言動をしており、非科学的な存在である幽霊は信じていないが、父親に似て意外と怖がりである。地元の子供たちの集団では、過去に副将を務めていた。夏休みに境港にはまだないドーナツを食べに、隣町まで茂、有と5里を徒歩で向かう。
「続」では、引っ越してきた峰子に一目惚れする。時代的に心身ともに男は強くあるべきと考えており、有に「あんみつは女の食べるもの」と言うなどしている。好物は炒り豆。後日峰子への恋文を書くが彼女に渡しそびれたあと道に落としたことに気づかず、ちょっとした騒動を起こす。
村木有
演 - 長沼哲郎
村木家の三男で、茂の弟。年齢は今で言う小学校低学年ぐらい。明るい性格で元気だが、妖怪や幽霊などの怖い話が苦手。第2話で近所の女の子から、「死んだ人は幽霊になって親しかった人を道連れにあの世に“引っ張る”ことがあるらしい。村木3兄弟は、先日死んだユタカと親しかったから気をつけて」と聞いて怖がる。子どもだが、たまに「女は永遠の謎だ」のような大人びた発言をすることがある。
「続」では、「相手なし」になった茂を気に掛けるなど兄想いな所もある。
のんのんばあ
演 - 山田昌
拝み手（祈祷師のような仕事）をしているがそれだけでは食べていけないため、本作の冒頭で村木家に住み込みのお手伝いとして働き始める。以前から茂と親しくしており、妖怪や死後の世界など様々な話を伝えたり、近くに妖怪が現れると妖気を感じたり、妖怪が人間に取り憑いた時はお祓いをする。千草が境港に来てからは、彼女が過ごす家で寝起きし、彼女の身の回りの世話をするようになる。島根半島出身。家が貧しかったことから学校に満足に通えず、8歳頃に父を亡くしたことで口減らしのために境港にやって来た。
「続」では、地元で有名な「たたりものけの家」と呼ばれる空き家で起きた不思議な出来事について茂に話す。後日「たたりものけの家」に引っ越してきた猪熊に頼まれて通いのお手伝いとして働き始める。
千草
演 - 加山由実
肺病を患っており、病気療養のため東京から境港にやって来た少女。村木家の親戚で、茂のはとこにあたる。以前は高等女学校に通っていたが、肺病により退学させられた。境港に来てからは、のんのんばあに散歩の付き添いなどの世話をしてもらう。当初は親元を離れて田舎に送られたことで機嫌が悪かったが、のんのんばあから妖怪の話を聞いたり、茂と友だちとして交流を始める。茂に東京にあるエレベーターや地下鉄というものがあることを伝える。好物はドーナツ。
村木惣右衛門
演 - 浜村純
茂の祖父。お年寄りだが矍鑠（かくしゃく）としており、口やかましい性格。望が副業で活動写真館の運営をやり出したと聞いて、辞めさせるために村木家に訪れる。ある日望が銀行をクビになったと聞いて村木家に訪れ、息子と妻の道に苦言を呈する。その後、東京から転地療養のためにやって来た孫の千草を自宅に住まわせる。舶来品の酒が好き。
東条
演 - 笹野高史
第1話に登場。四年中組の茂の担任教師。厳格な性格。ある日のテストで茂が全教科で満点を取り、これまで色々と叱ってきたことを詫びる。数日後、授業中に突然大きな妖怪が現れたため驚く。
「続」では登場シーンはないが、茂と道との会話で時々エピソードが語られる。
権次
演 - 杉本哲太
第3話に登場。強盗犯。隣村に強盗して逃げる途中に怪我をした後、境港の海辺の小屋に身を潜めた。小屋にやって来た茂、有と鉢合わせし、有を人質にとって茂に食べ物を持ってくるよう命じる。茂から話を聞いて小屋にやって来たのんのんばあに、怪我の処置などをしてもらう。
カッパ（ガキ大将）
演 - 高野真吾
腕力に自信があるが少々乱暴な性格だが、妖怪などには怖がりな一面もある。茂を相手なしにしてからは、彼に会うたび「相手なし！」と挑発して立ち去る。
ゴロズン
演 - 田中誠／石子貴久（「続」）
茂が所属する集団のガキ大将。「続」では、工業学校への進学が決まった関係で大阪に丁稚奉公に行くことになる。ガキ大将の最後の仕事として、茂とカッパに「たたりものけの家」で肝試しをさせて次のガキ大将を決めることを告げる。
ネコ安
演 - 吉田晃介／三浦幸太郎（「続」）
「続」では、「次のガキ大将には茂になってほしい」と思っている。
クマ
演 - 佐々木卓馬
体型が大柄な割に性格はやや内気。その後カッパの乱暴な言動についていけずに仲間数人と反乱を起こし、茂にカッパと勝負してガキ大将になるよう協力を求める。
タケヤス
演 - 畠重樹
茂が所属する子供たちの集団と対立する、隣町のタケヤス組のリーダー。
猪熊鷹寅
演 - 阿藤海
神戸で海産物の仲買人の仕事をしていたが、「続」の第2話で境港に一家で引っ越して来る。事前に地区の世話人から「たたりものけの家」の妙な噂を聞くが信じず、一家で暮らし始める。力持ちで威勢は良いが、短気な性格もあって荒々しい言動をすることがある。境港の人たちを「田舎者」として見下す。のんのんばあからは、「海産物の仲買人と聞いているが、実際は女衒か人買じゃないか」と思われている。
猪熊雪絵
演 - 黒田福美
鷹寅の妻。都会である神戸から来たということもあって、ハイカラな着物を着ているが境港の人たちを少々下に見ているような言動をしている。ある時美和が、道に綺麗な着物を着せてもらって帰ってきたことで、美和に付き添っていたのんのんばあに苦言を呈する。両親を早くに亡くし、親戚をたらい回しにされて育った過去がある。
猪熊峰子
演 - 西野まり
鷹寅の娘。高等女学校に通っている模様。のんのんばあからは、「奥さんも娘も、人を人とも思わないほどお高く止まって人使いが荒い」と評されている。
吉川美和
演 - 清水香里
猪熊家と一緒に引っ越してきた女の子。7歳だが、学校には通っていない。引っ越し直後に道を間違えて林の中にいたところ、偶然通りかかった茂と知り合う以前松江の遊郭で働いていた。母が肺病で亡くなった後に猪熊に引き取られたが、のんのんばあからは「猪熊に買われた」とのこと。霊感を持っており、ある夜自宅で見た妖怪を怖がらず話しかける。また、石の声を聞いたり、短時間後の天気を当てるなどの不思議な力も持っている。
酒屋
演 - 斉藤暁
「続」の第1話、第2話に登場。単身赴任中の望が村木家に遊び半分で漢字ばかりの難しいハガキを出した後、彼から電話で「きっと読めないだろうから」と言付けを頼まれ、村木家に手紙の内容を伝えに来る。第2話では、引っ越し直後の猪熊家の門前で鷹寅の勢いに恐れながら、酒の注文を受ける。
あんみつ屋
演 - 草村礼子
「続」の第2話に登場。村木家の地元のあんみつ屋のおばさん。来店した望、正、有を接客する。

#### 作中で登場する妖怪
ベトベトさん
第1話に登場。ある日茂とのんのんばあが夜道を歩いていたところ、後ろからやって来る。作中では、口だけがある大きな丸い顔に足がついていて下駄を履いている。「ベトベトさん先へお越し（お先にどうぞ）」と言って、道を譲れば何もされないとされる。
イボ
声（二人一役） - 江森浩子（小さい状態）、大森章督（本性を現してから）
第1話に登場。ある日気づいたら茂の左手首にできていたイボ。普通のイボとは異なって顔や体があり、人と会話したり、茂の体から離れて単体で動くこともできる。。当初は小さくて親しげな様子で、茂に「成績を上げる手助けをするから僕を消さないで」と頼んでご機嫌をうかがう。しかしその後徐々に本性を現して茂にも強気な態度を見せ、のんのんばあによると「だんだんイボを大きくしていって最後は人間の体を乗っ取る」とのこと。
あかなめ
第2話に登場。作中では、木製の風呂桶（浴槽）をきれいに掃除しておかなかったり、人が風呂で体をちゃんと洗わないとこの妖怪が出てくるとされる。子供の姿をした身体が赤い色の妖怪で、夜中に現れては長い舌で人間の垢を舐める。茂と有が一緒にお風呂に入っていたところ、天井から現れる。
ぬるぬる坊主
第3話に登場。作中では、小さい子供ぐらいの大きさで全体的に暗い水色の体をしており、顔に目だけがある。海辺に潜んでおり、通りがかった人の背中に乗りかかり、その人はしばらくの間体が重くなる。海坊主の一種とされる。海辺の小屋にいた有と権次の背中に乗りかかる。
小豆はかり
声 - 青野武
第4話、第5話に登場。天井で小豆をパラパラと撒く音がした後、姿を表して人間に悪さをするとされる。作中では小豆を入れたざるを持ち、ピンク色の肌に赤いふんどし一丁の姿で、顔はヒゲと髪で覆われている。ある夜「小豆はかり」の姿を見たことがない茂のために姿を表し、「どうして小豆を撒くの？」などの質問に答える。
「続」でも登場し、第2話では相手なしになって気分が沈んだ茂の前に久しぶりに現れ、彼を励ます。また、第4話ではガキ大将のカッパを巡って仲間が二分したことで悩む茂に、どうすべきかを助言する。
ぬりかべ
「続」の第1話に登場。茂が外で友達と追いかけっこをして階段を駆け下りたところ、地面から突然現れたぬりかべとぶつかり、彼にのしかかる。
煙羅煙羅（えんらえんら）
「続」の第1話に登場。作中では、薄紫色の煙のような体に、長い髪の女の顔がある妖怪。えんらえんらを見た人と同じ感情の顔になる。のんのんばあによると基本的に何も悪さはしないとのことだが、肝試しにやって来た茂の上から現れてからかう。
うわん
「続」の第1話に登場。青い体をした上半身だけの男の妖怪。空中から現れ、茂に向かって「わん！」と叫んで脅かす。
ヒダル神
「続」の第2話に登場。作中では顔にほっかむりをした、赤ん坊ぐらいの大きさの妖怪。ある日林の中を一人で歩く茂の背後から現れる。浮遊する妖怪で、茂に噛みつくと大人の大きさで3体に増える。のんのんばあによると飢え死にした旅人の怨霊で、これに取り憑かれた人間は金縛りにあったようにしばらく動けなくなり、最悪死ぬこともあるとのこと。
水虎（すいこ）
「続」の第3話に登場。小舟より大きな体をした、紫色の甲羅を持つ河童。ある時茂と美和を乗せた小舟が、たどり着いた海蝕洞の海底から現れ、茂を驚かせる。
小豆とぎ（声：はせさん治）、油すまし（声：郷里大輔）
「続」の第3話に登場。小豆とぎは、灰色のボロボロの着物を着て、小豆の入った枡（ます）を持っている。油すましは、全身黄色い体に蓑を羽織っている。作中では、異世界に小豆はかりと3人で現れ、茂と美和を楽しませるために頭にシルクハットを乗せてコミカルに歌いながら踊る。

## 備考
- 鳥取県境港市にある「水木しげる記念館」に「のんのんばあとオレ」のブロンズ像がある。
- 『のんのんばあとオレ』の作品中には一畑薬師（島根県出雲市）に参詣するエピソードが登場するが、2012年4月8日に一畑薬師で「のんのんばあまつり」が開かれ、新たに建立された「のんのんばあとしげる少年」のブロンズ像の除幕式が行われた[1]。

## 関連商品

### 書籍
エッセイ
- 筑摩書房〈ちくま少年図書館〉、1977年10月、ISBN 4-480-04037-4
- 筑摩書房〈ちくま文庫〉、1990年7月、ISBN 4-480-02444-1

漫画
- 講談社、全2巻
  - 1巻、1992年08月、ISBN 4-06-313354-0
  - 2巻、1992年10月、ISBN 4-06-313359-1

- 講談社〈講談社漫画文庫〉、1997年7月、ISBN 4-06-260333-0
- 角川書店、2007年10月、ISBN 978-4-04-854134-3 - アングレーム国際漫画祭受賞を記念し、フランス版の装丁で刊行された特別限定愛蔵版。
- 講談社〈水木しげる漫画大全集〉、2015年10月、ISBN 978-4-06-377564-8

### 映像ソフト
東映からDVD2点が2011年1月21日に発売。
- のんのんばあとオレ - 1991年放送のドラマ全5話を収録。
- 続・のんのんばあとオレ - 1992年放送のドラマ全5話を収録。